# Doirania leefmansi
Doirania leefmansi is een vliesvleugelig insect uit de familie Trichogrammatidae. De wetenschappelijke naam is voor het eerst geldig gepubliceerd in 1928 door Waterston.